# Atrévete a soñar
Atrévete a soñar est une telenovela mexicaine diffusée par Televisa en 2009-2010.

## Distribution

### Famille de Peralta Castro
- Danna Paola : Patricia "Patito" Peralta Castro
- Vanessa Guzmán : Ana Castro López de Peralta
- René Strickler : Rodrigo Peralta Jiménez
- Julissa : Cristina Jiménez Viuda de Peralta

### Famille de Rincón Peña
- Cynthia Klitbo : Bianca Peña Brizzi de Rincon
- Violeta Isfel : Antonella Rincón Peña
- Alejandro Speitzer : Raymundo Rincón Peña
- Pierre Angelo : Rico Peña Brizzi
- Francisco Gattorno : Carlos Rincón Bravo

### Le populaire
- Ilean Almaguer : Catalina Contreras Ferrer
- Verónica Ibarra : Constanza
- Samadhi Zendejas : Amaya Villa Alba
- Adriana Ahumada : Marisol

### Le divin
- Natalia Juárez : Fabiola
- Roxana Puente : Lucy
- Nashla Aguilar : Paola
- Daniela Ibáñez : Nuria
- Michelle Prats : Sofi
- Kendra Santacruz : Kimberly Williams

### K&B
- Eleazar Gómez : Mateo Novoa
- Miguel Martínez : Francisco
- Jesús Zavala : Roger
- Roberto Carlo : Renzo
- Andrés Mercado : Iker
- Lucas Velásquez : Axel
- Ricardo Ceceña : Richie

### Les autres personnages
- Raquel Garza : Nina
- Ricardo Fastlicht	: Paulo
- Luis Xavier : Guillermo Novoa
- Claudia Vega : Clarissa
- Gloria Izaguirre : Petra
- Alberto Dogre : Giovanni
- Yurem : Oliver
- Gabriela Platas : Marina
- Juan Diego Covarrubias : Johnny
- Kika Edgar : Ingrid
- Adanely Nuñez : Corina
- Juan Verduzco : Adolfo Lafontaine
- Siouzana Melikián	: Vanessa
- Patricio Borghetti : René/Federico
- Alex Ibarra : Amadeus
- Dobrina Cristeva : Aura Novoa
- Mauricio Martínez	: Gustavo
- Marco Flavio Cruz	: Delfino
- Sergio Zaldívar : Román
- Jenny Prats : Tamara

### Les participations spéciales
- Lourdes Munguía : Lucía
- Alicia Machado : Electra
- Benny Ibarra : Amado Cuevas
- Laura G : elle-même
- Alejandro Felipe Flores : Benjamín
- Mónica Dossetti	: Dra. Ibarrola
- Ariane Pellicer	: Irene
- Manuel "El Loco" Valdés	: Esprit de Noël qui aide Patito
- Amairani : Janet
- Juan Ignacio Aranda : Sandro
- Mariana Garza : Patricia
- Nora Salinas : elle-même
- Rafael Inclán : Tamir
- Archie Lanfranco : Padre Raúl
- Pedro Armendáriz Jr. : Max Williams
- Josefina Echánove : Mercedes Ferrer Vda. Contreras
- Susana Zabaleta : elle-même

### Les artistes invités
- Paulina Rubio
- María José
- Moderatto
- The Veronicas
- David Bisbal
- Jonas Brothers
- Fanny Lu
- Luis Fonsi
- Fey
- Enrique Iglesias

## Autres versions
- De tout mon cœur est une telenovela argentine diffusée en 2007-2008 sur Canal 13.